# 영흥군
영흥군(永興郡)은 조선민주주의인민공화국 함경남도 금야군과 요덕군(관평리 제외)의 이전 행정구역이다.

## 역사
이 군은 남옥저(南沃沮)에 속해 있다가 서기 56년 태조왕의 정벌로 고구려에 복속되었다. 6세기 중엽에는 잠시 신라 진흥왕이 점령하였다. 발해가 현재의 북청에 남경 남해부(南京南海府)를 설치하면서부터 발해 영토로 편입되었다가 고려가 세워진 후 고려 영토에 편입되었다.
고려 초에 화주(和州)라 하였고, 천리장성이 세워진 북방 접경이었다. 1258년에 몽골에 점령당해 이 지역에 쌍성총관부(雙城摠管府)가 설치되었다가 공민왕 집권기인 1356년 수복하고 화령부(和寧府)라 하였다. 이곳은 이성계의 출생지로, 조선 태조 이성계는 화령(和寧)을 국호로까지 검토했었다. 조선 시대 이후로는 영흥군(永興郡)이라 불렸다.
1895년에는 함흥부 영흥군이었다가, 1896년에 함경남도 영흥군이 되었다. 1912년에는 영인면을 호도면과 고령면으로 분할하였다. 1914년 4월 1일에는 운곡면을 고원군에 편입하고 13개 면(홍인면, 복흥면, 선흥면, 억기면, 순녕면, 진평면, 장흥면, 인흥면, 요덕면, 덕흥면, 고령면, 호도면)으로 개편하였다. 1935년에는 홍인면을 영흥면으로 개칭하였다. 1942년에는 영흥면이 영흥읍으로 승격하였고 이 때 복흥면을 병합하였다. (1읍/12면)
1952년에 조선민주주의인민공화국의 행정구역 개편으로 영흥군의 일부가 인흥군 및 요덕군으로 분리되었다가 1974년에 인흥군이 다시 흡수되었고, 1977년에 영흥군에서 금야군으로 이름을 바꾸었다.